# Manuel Pradas Romaní
Manuel Pradas Romaní (Cádiz, Andalucía, España, 10 de enero de 1948) es un diplomático y abogado español.

## Biografía
Se licenció en Derecho y en el año 1980, ingresó en la carrera diplomática dentro del servicio diplomático español.
Durante todos estos años atrás, cabe destacar que ha estado destinado en las representaciones diplomáticas en Irán, Guatemala y Ecuador.
También fue Cónsul general en Rabat (Marruecos), subdirector general de Cancillería, embajador de España en Angola, cónsul general en San Francisco (Estados Unidos) e inspector general de Servicios. Desde el 2013 ha sido cónsul general en Lyon (Francia).
Desde el día 5 de septiembre de 2015, hasta el 13 de enero de 2018 fue el embajador del Reino de España en Nueva Zelanda, así como en las Islas Cook, Fiyi, Kiribati, Samoa y Tonga.
Como embajador residió en la embajada española situada en la ciudad de Wellington.
El 13 de enero de 2018 fue cesado de sus cargos de embajador en Nueva Zelanda, Islas Cook, Islas Fiyi, República de Kiribati, Samoa y Reino de Tonga